# Liste der Naturdenkmale in Belg
Die Liste der Naturdenkmale in Belg nennt die im Gemeindegebiet von Belg ausgewiesenen Naturdenkmale (Stand 13. Mai 2024).

## Naturdenkmale
| Nr.         | Bezeichnung                     | Lage                                            | Beschreibung | Bild                                    |
| ----------- | ------------------------------- | ----------------------------------------------- | ------------ | --------------------------------------- |
| ND-7140-026 | Eiche (Südecke Waldabteilung 7) | nordwestlich des Ortes; Abteilung Kernberg Lage | Quercus sp.  | Direkt Bild zu diesem Denkmal hochladen |